# Manchester 62 FC
Manchester 62 Football Club is een voetbalclub uit Gibraltar. Voorheen heette de club Manchester United (Gibraltar) FC, ter ere van de Britse voetbalclub Manchester United FC. In 2013 werd de naam veranderd in de huidige naam. Manchester 62 komt uit in de Gibraltarese Gibraltar National League en speelt, net als alle andere Gibraltarese clubs, in het Victoria Stadium.
De club won sinds haar oprichting zeven keer de landstitel en drie keer de beker.

## Geschiedenis
De club werd in 1962 door een groep Manchester United-supporters opgericht als Manchester United FC, nadat de  coach van het Britse Manchester United, Matt Busby, hen toestemming gaf die naam te gebruiken.
Sinds 2013 verdient de winnaar van de Gibraltarese Premier Division een plek in de kwalificatieronden van zowel de Europa League als de Champions League. De twee clubs kunnen elkaar nu dus in Europees verband tegenkomen.
Sinds 2013 heet de club Manchester 62 FC. Onder deze nieuwe naam beleefde de club een succesvol seizoen die resulteerde in een tweede plaats. De club wist dit succes echter niet vast te houden en eindigde het seizoen daarna in de middenmoot. Op 15 juli 2015 stelde de club David Ochello, al jarenlang assistent, aan als coach. De 31-jarige Ochello wordt geassisteerd door voormalig coach Aaron Asquez en de assistent-coach van het Gibraltarese nationale team, David Wilson. Colin Ramirez voegde zich als trainer bij de club, evenals de keeperstrainer van het nationale team, Christian Wink.
De aanvoerder van het team is Matt Reoch, een vedette van het Gibraltarese nationale team.

## Clubnamen
- 1962–2000: Manchester United (Gibraltar) Football Club
- 2000–2002: Manchester United Eurobet Football Club
- 2002–2008: Manchester United (Gibraltar) Football Club
- 2009–2013: Manchester United Digibet Football Club
- 2013-heden: Manchester 62 Football Club

## Sponsoring
De club wordt momenteel gesponsord door de Gibraltarese tak van de Spaanse oliemaatschappij Jefkon.

## Palmares
- Premier Division:

1975, 1977, 1979, 1980, 1984, 1995, 1999
- Second Division:

1974
- Beker van Gibraltar

1977, 1980, 2003

## Bekende (ex-)spelers
- Carl Hoefkens